# Walckenaeria cucullata
Walckenaeria cucullata este o specie de păianjeni din genul Walckenaeria, familia Linyphiidae. A fost descrisă pentru prima dată de C. L. Koch, 1836. Conform Catalogue of Life specia Walckenaeria cucullata nu are subspecii cunoscute.